# Sakura Kokumai
Sakura Kokumai (Honolulu, Hawái, 2 de octubre de 1992) es una karateka estadounidense. En el 2019 ganó la medalla de oro en el evento de kata individual femenino en los Juegos Panamericanos de 2019 celebrados en Lima, Perú. Está agendada para representar a los Estados Unidos en los Juegos Olímpicos de Tokio 2020 en Japón.

## Carrera
En 2012, ganó una medalla de bronce en el evento de kata individual en el Campeonato Mundial de Karate 2012 celebrado en París, Francia. Al año siguiente, ganó la medalla de bronce en el evento de kata femenino en los Juegos Mundiales de Combate 2013 celebrados en San Petersburgo, Rusia. En 2014, ganó la medalla de oro en el evento de kata femenino en el Festival Deportivo Panamericano 2014 realizado en Tlaxcala, México.
En los Juegos Mundiales de 2017 celebrados en Wrocław, Polonia, perdió su partido por la medalla de bronce contra Sandy Scordo de Francia en el evento de kata femenino. En 2018, compitió en el evento de kata individual femenino en el Campeonato Mundial de Karate 2018 celebrado en Madrid, España.
En 2019, compitió en el evento de kata individual femenino en los Juegos Mundiales de Playa 2019 celebrados en Doha, Catar, sin ganar una medalla terminó en quinto lugar.

## Logros alcanzados
| Año  | Competición                          | lugar del evento       | Posición | Evento          |
| ---- | ------------------------------------ | ---------------------- | -------- | --------------- |
| 2012 | Campeonato Mundial de Karate de 2012 | París, Francia         | 3.°      | Kata individual |
| 2013 | World Combat Games                   | San Petersburgo, Rusia | 3.°      | Kata individual |
| 2019 | Juegos Panamericanos de 2019         | Lima, Perú             | 1.°      | Kata individual |
| 2023 | Juegos Panamericanos de 2023         | Santiago, Chile        | 1.°      | Kata individual |